# Peranua
Peranua är ett släkte av fjärilar. Peranua ingår i familjen nattflyn.
Kladogram enligt Catalogue of Life:
| Peranua | \| \| Peranua conspicienda \| \| \| \| \| \| Peranua conspiciens \| \| \| \| |
|         | \| \| Peranua conspicienda \| \| \| \| \| \| Peranua conspiciens \| \| \| \| |
|         | Peranua conspicienda                                                         |
|         |                                                                              |
|         | Peranua conspiciens                                                          |
|         |                                                                              |